# Pterogobius elapoides
Pterogobius elapoides är en fiskart som först beskrevs av Günther 1872.  Pterogobius elapoides ingår i släktet Pterogobius och familjen smörbultsfiskar. Inga underarter finns listade i Catalogue of Life.